# Nastasja
Nastasja este un film din 1994 regizat de Andrzej Wajda.